# Sant Lleïr de Casabella
Sant Lleïr de Casabella (escrit també Casavella) o, simplement, Sant Lleïr, és una ermita romànica dels segles XI-XIII de La Pedra (municipi de la Coma i la Pedra), a la Vall de Lord (Solsonès). Està situada a 987 m.
d'altitud a la falda del vessant nord del turó de Sant Lleïr, entre el torrent de la Barata (a l'est) i el Cardener (a l'oest). Sota mateix de l'ermita (a uns escassos 30 m. cap a la banda de llevant s'hi aixeca la masia de Cal Calat i 230 m. cap al nord-oest, a l'altre costat d'unes feixes que davallen cap al Cardener i actualment dedicades a prats, la masia de Casabella.
És un monument protegit dins l'Inventari del Patrimoni Arquitectònic Català L'ermita consta de l'església pròpiament dita, un porxo i un cementiri. El cementiri és al nord del recinte i és clos per un mur de pedra sense cap porta ni cap altra mena d'obertura d'accés. El terra és cobert d'herba, hi creixen dos roures jovencells i no s'hi aprecia cap sepultura.

## Arquitectura

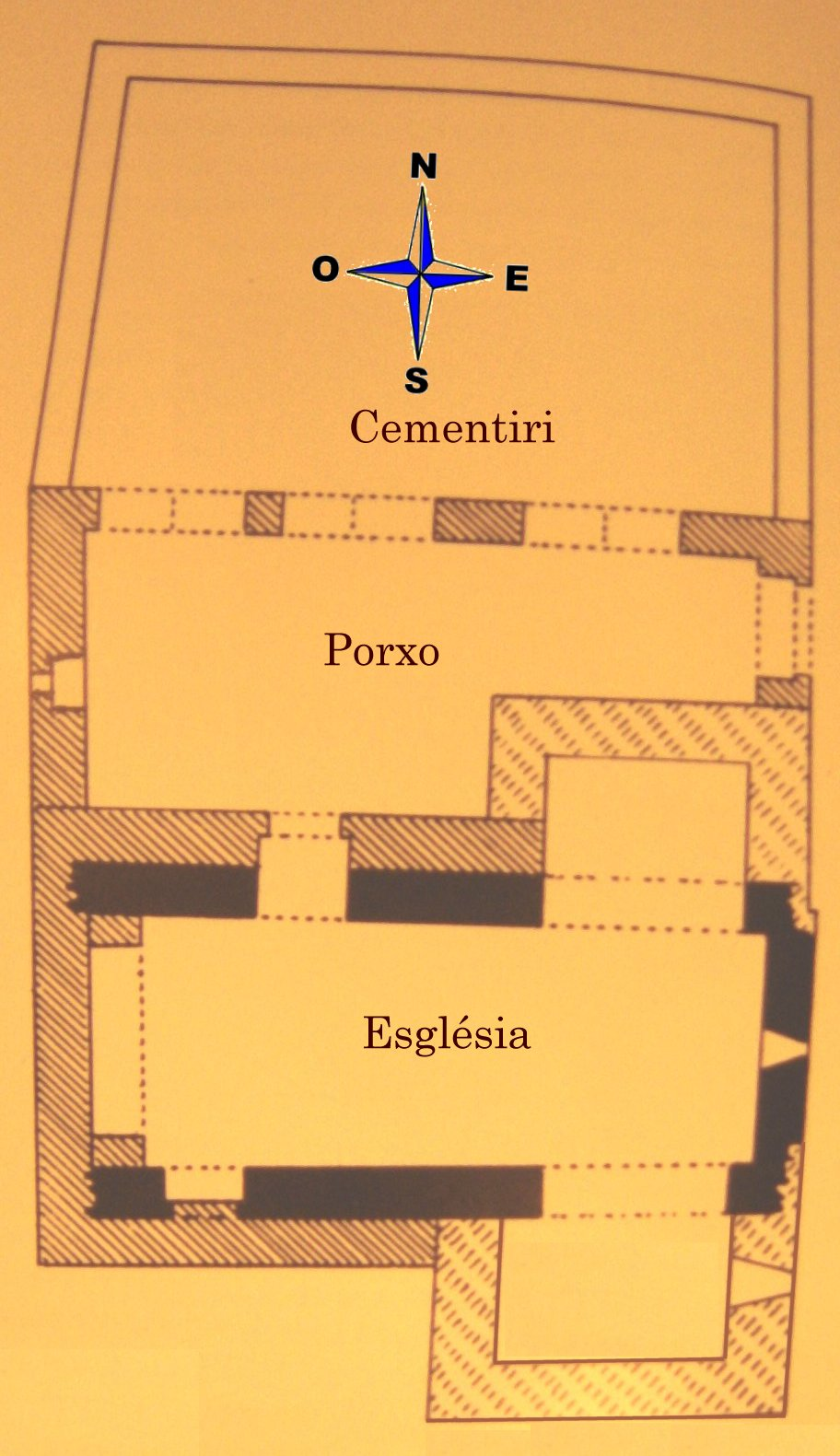
Planta de la capella

El porxo, amb coberta de teules i inclinació cap al nord, s'obre cap al cementiri mitjançant tres arcs apuntats amb grans dovelles. Aquests arcs es pot dir que arrenquen del terra, ja que els pilars que els suporten són pràcticament inexistents. A la banda est del porxo hi ha una porta que s'obre a l'exterior i que és l'únic accés al recinte. A la paret oest hi ha una finestra d'arc de mig punt esculpit en una única pedra. Al terra del porxo i sota d'aquesta finestra hi ha una làpida d'un sepulcre amb la següent inscripció: VAS DEL RND. IOAN BELLA RECTOR DE LA COMA MORT LO ANY 1679.
L'església, orientada a l'est, fa 5,60 x 10 m. i és d'una sola nau amb un absis quadrat i dues capelles laterals. Tant la nau com l'absis són coberts amb volta de canó. El parament és de pedres escairades a cop de maceta i disposades en fileres. Suportat directament per la façana oest hi ha un campanar d'espadanya amb dos ulls d'arc de mig punt adovellats i sense cap campana.

## Portalada

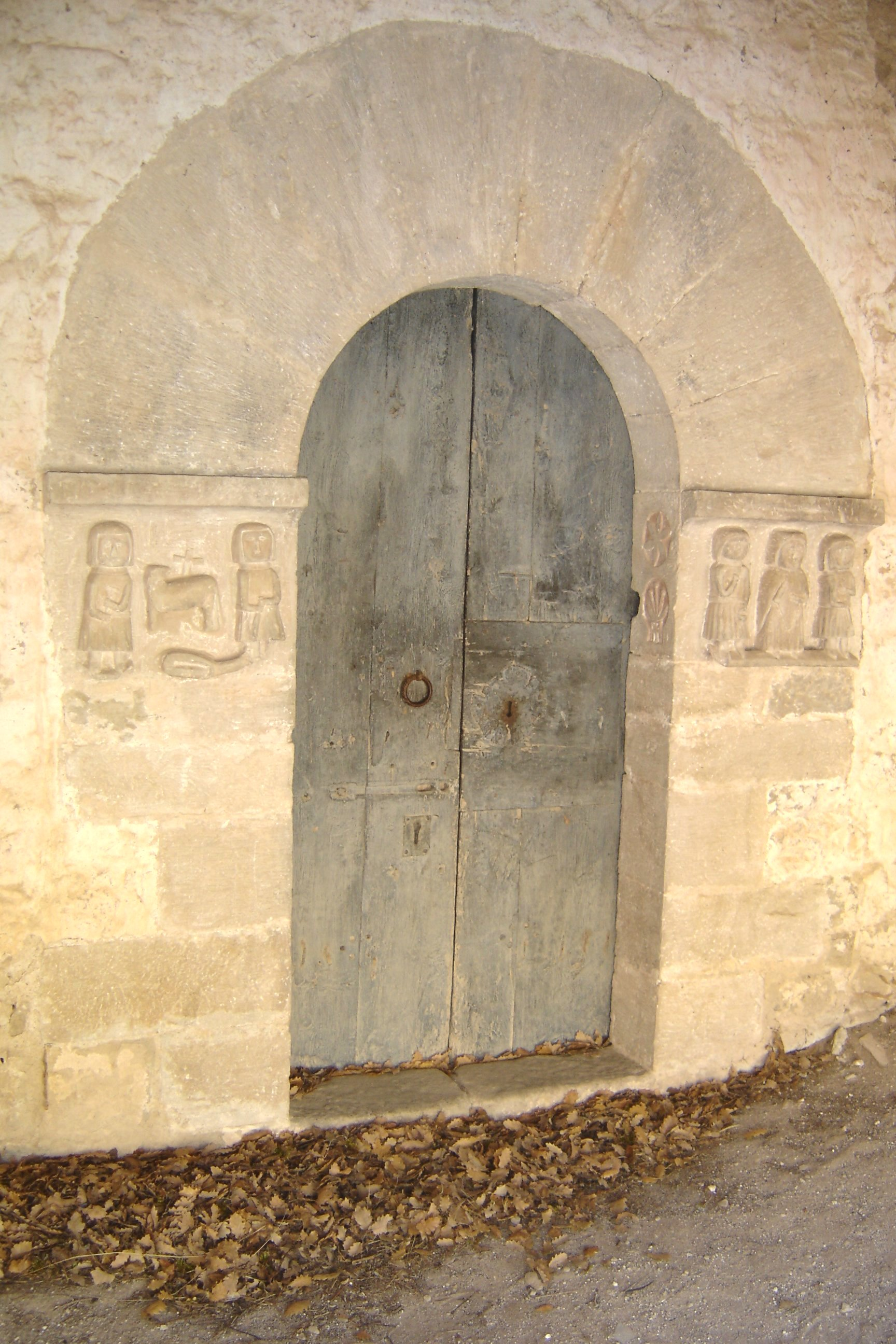
Portalada

La portalada és l'element més destacable de l'edifici. És a la façana nord, sota el porxo. Té un arc de mig punt format per vuit grans dovelles. Cada un dels dos pilars que el suporten està format per sis carreus. El carreu superiorde cada pilar, d'una alçada força superior als altres cinc, té una imposta formada per una pedra trapezoïdal amb bisell i està ornamentat per unes escultures.

### Grup escultòric de la dreta
El grup escultòric del carreu de la dreta consta de tres personatges que se'ns presenten aixoplugats sota la imposta i drets damunt una mena de postada o lleixa. Les tres figures són de mides similars.

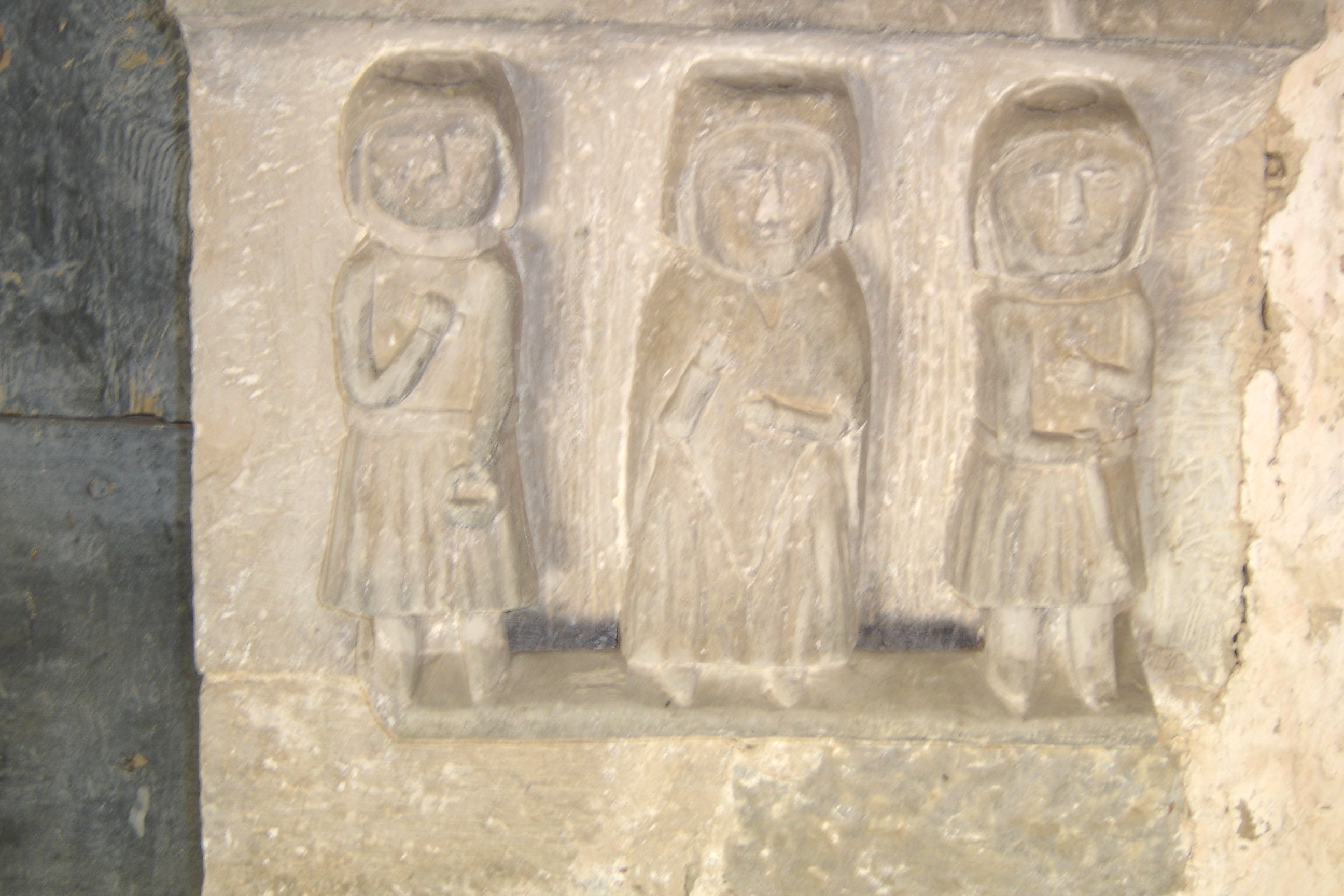
Grup escultòric de la dreta

La del mig apareix vestida de sacerdot amb roba talar i capa pluvial. Té el braç dret alçat amb la mà no se sap ben bé si en posició de beneir o d'agafar-se la capa mentre que la mà esquerra li reposa sobre la cintura. De sota la roba talar en surten els paus calçats amb sabates acabades en punta i es cobreix amb una caputxa.
Les dues figures que el flanquegen porten una túnica curta fins a sota el genoll cenyida a la cintura amb un cinturó força ample i gruixut. Se li veuen una part de les cames tot i que no pas esculpides amb prou detall per a saber amb què les duen cobertes. Més que no pas amb mitges sembla que vagin calçats amb botes fins als genolls i també acabades en punta. Ambdós personatges duen també una mena de caputxa similar a la del capellà però, a diferència d'aquest, no duen capa.
El personatge de la dreta sosté, amb la mà dreta, un utensili format per un pal amb el qual sembla una mena de plomall al seu extrem i que bé podria representar un aspersori d'aigua beneita mentre que la mà esquerra reposa sobre el seu pit.
La figura de l'esquerra sosté una mena de petit cistelló amb la mà dreta per bé que si el que porta el seu company és un aspersori, el que duu aquest segon personatge podria ser molt bé el calderet de l'aigua beneita. La mà dreta també és sobre el seu pit tot i que més que en actitud de repòs sembla sostenir amb ella un objecte allargat i pla talment com una mena de capseta.

### Grup escultòric de l'esquerra
El grup escultòric del carreu de l'esquerra està integrat per quatre figures: dos homes (a ambdós costats), un Agnus Dei i una serp (ambdós al centre del grup amb la serp dessota l'Agnus Dei per bé que sense entrar en contacte).

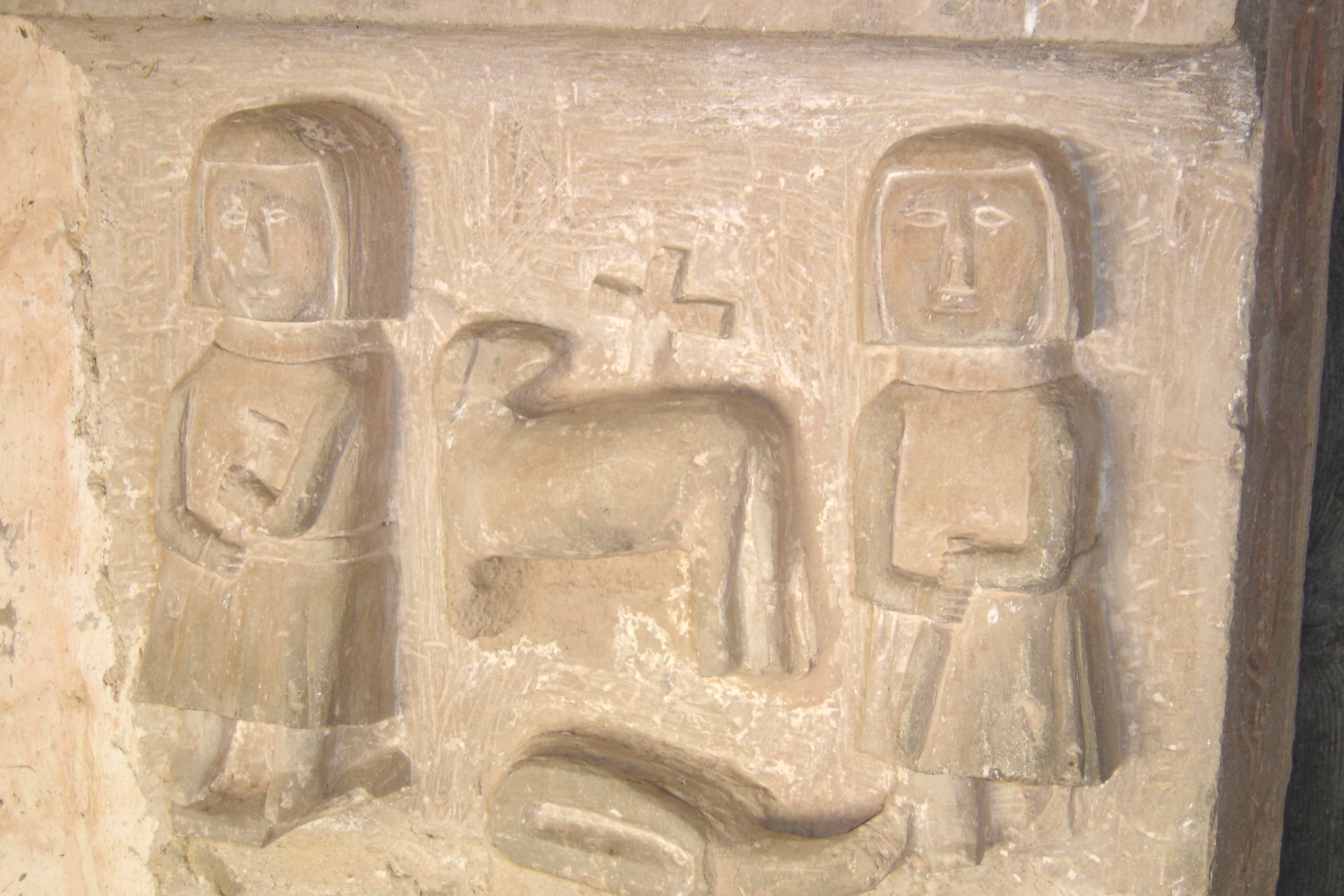
Grup escultòric de l'esquerra

 Els homes van vestits amb una túnica curta fins a sota el genoll similar a la dels dos escolans de l'altre grup escultòric per bé que en aquest els plecs de la faldilla estan força més treballats. Aquí també duen les túniques cenyides amb uns cinturons molt similars als dels escolans. Les cames i peus també tenen el mateix disseny tot i que en aquest grup el personatge de la dreta mostra les cames fragmentades i els peus han desaparegut. A diferència dels escolans, aquests dos homes van amb el cap descobert i mostren una cabellera llarga fins a l'alçada del coll que els tapa les orelles.
El personatge de la dreta del grup sosté per l'empunyadura un objecte llarg i punxegut que li penja davant la falda de la túnica. Tant a com a s'interpreta que aquest objecte és una espasa.
El personatge de l'esquerra del grup també sosté (amb les dues mans i a l'alçada del pit) un altre objecte allargassat (si fa no fa com la suposada espasa tot i que no tan gruixut) que en el seu extrem superior acaba amb un parell d'ales similars a un llibre obert i que a s'apunta que podria ser una clau. Aquest personatge de l'esquerra del grup està dempeus damunt d'una petita lleixa, detall que possiblement també presentava l'altre personatge, tot i que ara no es pot apreciar a causa de la ja esmentada fragmentació que presenten les seves extremitats inferiors.
La serp, ubicada de perfil, té el cap contactant amb la cama dreta del personatge que porta l'espasa i presenta el terç posterior del seu cos doblegat damunt del segon terç. A es considera que està mossegant la cama del cavaller armat mentre que a s'interpreta que aquest s'hi enfronta amb l'espasa.
L'Agnus Dei, també ubicat de perfil com la serp de sota, té el cap girat i mira el cavaller armat amb espasa. No se li distingeixen les dues extremitats anteriors però si les posteriors. Damunt el llom i fent la impressió que està situada darrere del seu cos, en sorgeix una creu lleugerament inclinada cap a la dreta.

### Elements escultòrics a l'intradós
A banda i banda de l'intradós de l'entrada i als mateixos carreus on hi ha esculpits els grups escultòrics descrits hi han dos cercles de la mateixa mida situats l'un damunt de l'altre. Al cercle superior hi ha una flor de sis pètals i al cercle inferior un card que representa el senyal heràldic dels Cardona.